# Vuelta a España 2018
La 73.ª edición de Vuelta a España se corrió entre el 25 de agosto y el 16 de septiembre de 2018. El recorrido constó de un total de 21 etapas sobre una distancia total de 3271,4 km.
La carrera forma parte del circuito UCI WorldTour 2018 dentro de la categoría 2.UWT y fue ganada por el ciclista británico Simon Yates del equipo Mitchelton-Scott, quien también ganó la clasificación de la combinada. El podio lo completaron, en segundo lugar el ciclista español Enric Mas del equipo Quick-Step Floors, mejor joven de la prueba y quien alcanzó su primer podio en una gran vuelta y en tercer lugar, el ciclista colombiano Miguel Ángel López del equipo Astana, quien completó su segundo podio en una grande.

## Equipos participantes
Tomaron la partida un total de 22 equipos de los cuales asisten por derecho propio los 18 equipos UCI WorldTeam y por invitación directa de los organizadores de la prueba 4 equipos de categoría Profesional Continental. Los equipos invitados son los dos equipos españoles que para el año 2018 ascendieron a la categoría profesional continental: el Burgos-BH y el Euskadi Basque Country-Murias y repiten participación en la prueba el equipo español Caja Rural-Seguros RGA y el equipo francés Cofidis.
| WorldTeams (18)- AG2R La Mondiale - Astana - Bahrain-Merida - BMC Racing Team - Bora-Hansgrohe - Dimension Data - EF Education First-Drapac p/b Cannondale - Groupama-FDJ - Katusha-Alpecin - Lotto NL-Jumbo - Lotto Soudal - Mitchelton-Scott - Movistar Team - Quick-Step Floors - Sky - Team Sunweb - Trek-Segafredo - UAE Team Emirates Equipos continentales profesionales (4)- Burgos-BH - Caja Rural-Seguros RGA - Cofidis, Solutions Crédits - Euskadi Basque Country-Murias |
| |

### Favoritos a la clasificación general
Vincenzo Nibali (33 años). El jefe de filas de Bahrain-Merida terminó en 2.ª posición en la anterior edición, posición que logró también en 2013. En 2010 ya había ganado la carrera. Correrá con el dorsal número 1 debido a la ausencia del británico Chris Froome, ganador el año pasado.
 Miguel Ángel López (24 años). Tras lograr la progresión mostrada en el pasado Giro de Italia en donde ganó la clasificación de los jóvenes y obtuvo la tercera posición, el joven ciclista colombiano aspira al jersey rojo. Buscará imponer sus dotes de escalador ante el resto de favoritos. 
 Richie Porte (33 años). Habiendo abandonado en el Tour de Francia por segundo año consecutivo, el australiano busca resarcirse en una carrera que no disputa desde 2012, cuando era gregario en el Sky. 
 Thibaut Pinot (28 años). Regresa a la Vuelta después de 3 años de ausencia. En 2013 consiguió un meritorio 7.º lugar en la clasificación general cuando solo contaba con 23 años de edad. Ahora, en plena madurez deportiva y sin haber disputado el Tour este año, tiene en la Vuelta su gran objetivo de la temporada. 
 Simon Yates (26 años). El ciclista británico tiene al mejor gregario posible, su hermano gemelo Adam, que viene de correr el Tour y no viene con tantas fuerzas como Simon. Una 6.ª posición en la edición 2016 es su aval y el objetivo a superar. 
 Nairo Quintana (28 años). Tras no haber obtenido el resultado esperado en el pasado Tour en donde ocupó la 10.ª posición, buscará en la presente edición su segundo triunfo en la Vuelta, tras el logrado en 2016. 
 Rigoberto Urán (31 años). 'Rigo' siempre es candidato a todo. Aunque la Vuelta no sea la carrera que mejor se le da, sus tres segundos puestos logrados en Giro y Tour y la medalla de plata en los JJ.OO. de Londres 2012 son un gran estímulo para quitarse la etiqueta de segundón y subir al fin al primer lugar del podio. 
 Ilnur Zakarin (29 años). El ciclista ruso vive un gran momento de forma; el año pasado ya subió al último escalón del podio de la Vuelta, y también ha entrado en el top-10 en Giro y Tour en los últimos años. Sin dudas un rival a tener en cuenta. 
 Steven Kruijswijk (31 años). Con la reciente 5.ª posición en el Tour este año, el neerlandés ha completado el objetivo de ser top-10 en las 3 Grandes Vueltas. El año pasado logró una 9.ª posición en esta carrera, un puesto que puede mejorar este año.
 Fabio Aru (28 años). El vencedor de la edición de 2015 querrá mejorar la discreta 13.ª posición conseguida el año pasado, en una temporada hasta el momento poco memorable para él.
 Michał Kwiatkowski (28 años). Tras la victoria en la general del reciente Tour de Polonia 2018, incluyendo dos victorias de etapa y el maillot de la clasificación por puntos, y arropado por el potente Team Sky, el polaco Kwiatkowski es uno de los hombres a tener en cuenta.
 Alejandro Valverde (38 años). Seis veces ha subido al podio de la Vuelta el murciano, incluyendo la victoria en 2009. En la actualidad, pese a su edad, se mantiene en el top 10 del ranking mundial de la UCI.

## Etapas
| Etapa      | Fecha            | Recorrido                                                | type                    | Distancia (km) | Ganador                      | Líder              |
| ---------- | ---------------- | -------------------------------------------------------- | ----------------------- | -------------- | ---------------------------- | ------------------ |
| 1.ª etapa  | 25 de ago        | Málaga – Málaga                                          | contrarreloj individual | 8              | Rohan Dennis                 | Rohan Dennis       |
| 2.ª etapa  | 26 de ago        | Marbella – Caminito del Rey                              | etapa llana             | 163,5          | Alejandro Valverde           | Michał Kwiatkowski |
| 3.ª etapa  | 27 de ago        | Mijas – Alhaurín de la Torre                             | etapa de media montaña  | 178,2          | Elia Viviani                 | Michał Kwiatkowski |
| 4.ª etapa  | 28 de ago        | Vélez-Málaga – Alfacar                                   | etapa de media montaña  | 161,4          | Benjamin King                | Michał Kwiatkowski |
| 5.ª etapa  | 29 de ago        | Granada – Roquetas de Mar                                | etapa de media montaña  | 188,7          | Simon Clarke                 | Rudy Molard        |
| 6.ª etapa  | 30 de ago        | Huércal-Overa – San Javier                               | etapa llana             | 155,7          | Nacer Bouhanni               | Rudy Molard        |
| 7.ª etapa  | 31 de ago        | Puerto Lumbreras – Pozo Alcón                            | etapa llana             | 185,7          | Tony Gallopin                | Rudy Molard        |
| 8.ª etapa  | 1 de sep         | Linares – Almadén                                        | etapa llana             | 195,1          | Alejandro Valverde           | Rudy Molard        |
| 9.ª etapa  | 2 de sep         | Talavera de la Reina – Estación de esquí de La Covatilla | etapa de montaña        | 200,8          | Benjamin King                | Simon Yates        |
|            | 3 de septiembre  | Día de descanso                                          | Día de descanso         |                |                              |                    |
| 10.ª etapa | 4 de sep         | Salamanca – Bermillo de Sayago                           | etapa llana             | 177            | Elia Viviani                 | Simon Yates        |
| 11.ª etapa | 5 de sep         | Mombuey – Ribeira Sacra                                  | etapa de media montaña  | 207,8          | Alessandro De Marchi         | Simon Yates        |
| 12.ª etapa | 6 de sep         | Mondoñedo – Estaca de Bares                              | etapa de media montaña  | 181,1          | Alexandre Geniez             | Jesús Herrada      |
| 13.ª etapa | 7 de sep         | Candás – La Camperona                                    | etapa de montaña        | 174,8          | Óscar Rodríguez Garaicoechea | Jesús Herrada      |
| 14.ª etapa | 8 de sep         | Cistierna – Las Praderas de Nava                         | etapa de montaña        | 171            | Simon Yates                  | Simon Yates        |
| 15.ª etapa | 9 de sep         | Ribera de Arriba – Lagos de Covadonga                    | etapa de montaña        | 178,2          | Thibaut Pinot                | Simon Yates        |
|            | 10 de septiembre | Día de descanso                                          | Día de descanso         |                |                              |                    |
| 16.ª etapa | 11 de sep        | Santillana del Mar – Torrelavega                         | contrarreloj individual | 32             | Rohan Dennis                 | Simon Yates        |
| 17.ª etapa | 12 de sep        | Guecho – Monte Oiz                                       | etapa de media montaña  | 157            | Michael Woods                | Simon Yates        |
| 18.ª etapa | 13 de sep        | Ejea de los Caballeros – Lérida                          | etapa llana             | 186,1          | Jelle Wallays                | Simon Yates        |
| 19.ª etapa | 14 de sep        | Lérida – Andorra                                         | etapa llana             | 154,4          | Thibaut Pinot                | Simon Yates        |
| 20.ª etapa | 15 de sep        | Escaldes-Engordany – Collado de la Gallina               | etapa de montaña        | 97,3           | Enric Mas                    | Simon Yates        |
| 21.ª etapa | 16 de sep        | Alcorcón – Madrid                                        | etapa llana             | 100,9          | Elia Viviani                 | Simon Yates        |

## Clasificaciones finales
Las clasificaciones finalizaron de la siguiente forma:

### Clasificación general
| \| Clasificación general \| Clasificación general \| Clasificación general \| Clasificación general \| Clasificación general \| \| Ciclista \| Ciclista \| Equipo \| Tiempo \| \| \| --------------------- \| --------------------- \| ------------------------- \| --------------------- \| --------------------- \| \| 1.º \| Simon Yates \| Mitchelton-Scott \| 82 h 05 min 58 s \| \| \| 2.º \| Enric Mas \| Quick-Step Floors \| + 1 min 46 s \| \| \| 3.º \| Miguel Ángel López \| Astana \| + 2 min 04 s \| \| \| 4.º \| Steven Kruijswijk \| LottoNL-Jumbo \| + 2 min 54 s \| \| \| 5.º \| Alejandro Valverde \| Movistar Team \| + 4 min 28 s \| \| \| 6.º \| Thibaut Pinot \| Groupama-FDJ \| + 5 min 57 s \| \| \| 7.º \| Rigoberto Urán \| EF Education First-Drapac \| + 6 min 07 s \| \| \| 8.º \| Nairo Quintana \| Movistar Team \| + 6 min 51 s \| \| \| 9.º \| Ion Izagirre \| Bahrain-Merida \| + 11 min 09 s \| \| \| 10.º \| Wilco Kelderman \| Team Sunweb \| + 11 min 11 s \| \| \| 11.º \| Tony Gallopin \| AG2R La Mondiale \| + 12 min 10 s \| \| \| 12.º \| Emanuel Buchmann \| Bora-Hansgrohe \| + 14 min 06 s \| \| \| 13.º \| Rafał Majka \| Bora-Hansgrohe \| + 17 min 57 s \| \| \| 14.º \| Rudy Molard \| Groupama-FDJ \| + 25 min 40 s \| \| \| 15.º \| David de la Cruz \| Team Sky \| + 28 min 02 s \| \| \| 16.º \| Gianluca Brambilla \| Trek-Segafredo \| + 30 min 00 s \| \| \| 17.º \| Mikel Bizkarra \| Euskadi-Murias \| + 35 min 46 s \| \| \| 18.º \| Richard Carapaz \| Movistar Team \| + 39 min 53 s \| \| \| 19.º \| Jack Haig \| Mitchelton-Scott \| + 45 min 32 s \| \| \| 20.º \| Ilnur Zakarin \| Katusha-Alpecin \| + 51 min 36 s \| \| |                    |                           |                  |
| |                    |                           |                  |
| Fuente: ProCyclingStats |                    |                           |                  |
| Clasificación general |                    |                           |                  |
| Ciclista | Ciclista           | Equipo                    | Tiempo           |
| 1.º | Simon Yates        | Mitchelton-Scott          | 82 h 05 min 58 s |
| 2.º | Enric Mas          | Quick-Step Floors         | + 1 min 46 s     |
| 3.º | Miguel Ángel López | Astana                    | + 2 min 04 s     |
| 4.º | Steven Kruijswijk  | LottoNL-Jumbo             | + 2 min 54 s     |
| 5.º | Alejandro Valverde | Movistar Team             | + 4 min 28 s     |
| 6.º | Thibaut Pinot      | Groupama-FDJ              | + 5 min 57 s     |
| 7.º | Rigoberto Urán     | EF Education First-Drapac | + 6 min 07 s     |
| 8.º | Nairo Quintana     | Movistar Team             | + 6 min 51 s     |
| 9.º | Ion Izagirre       | Bahrain-Merida            | + 11 min 09 s    |
| 10.º | Wilco Kelderman    | Team Sunweb               | + 11 min 11 s    |
| 11.º | Tony Gallopin      | AG2R La Mondiale          | + 12 min 10 s    |
| 12.º | Emanuel Buchmann   | Bora-Hansgrohe            | + 14 min 06 s    |
| 13.º | Rafał Majka        | Bora-Hansgrohe            | + 17 min 57 s    |
| 14.º | Rudy Molard        | Groupama-FDJ              | + 25 min 40 s    |
| 15.º | David de la Cruz   | Team Sky                  | + 28 min 02 s    |
| 16.º | Gianluca Brambilla | Trek-Segafredo            | + 30 min 00 s    |
| 17.º | Mikel Bizkarra     | Euskadi-Murias            | + 35 min 46 s    |
| 18.º | Richard Carapaz    | Movistar Team             | + 39 min 53 s    |
| 19.º | Jack Haig          | Mitchelton-Scott          | + 45 min 32 s    |
| 20.º | Ilnur Zakarin      | Katusha-Alpecin           | + 51 min 36 s    |

### Clasificación por puntos
| Clasificación por puntos | Clasificación por puntos | Clasificación por puntos | Clasificación por puntos | Clasificación por puntos |
| Ciclista                 | Ciclista                 | Equipo                   | Puntos                   |                          |
| ------------------------ | ------------------------ | ------------------------ | ------------------------ | ------------------------ |
| 1.º                      | Alejandro Valverde       | Movistar Team            | 131 pts                  |                          |
| 2.º                      | Peter Sagan              | Bora-Hansgrohe           | 119 pts                  |                          |
| 3.º                      | Elia Viviani             | Quick-Step Floors        | 105 pts                  |                          |
| 4.º                      | Simon Yates              | Mitchelton-Scott         | 104 pts                  |                          |
| 5.º                      | Miguel Ángel López       | Astana                   | 103 pts                  |                          |
| 6.º                      | Thibaut Pinot            | Groupama-FDJ             | 95 pts                   |                          |
| 7.º                      | Dylan Teuns              | BMC Racing Team          | 93 pts                   |                          |
| 8.º                      | Steven Kruijswijk        | LottoNL-Jumbo            | 80 pts                   |                          |
| 9.º                      | Danny van Poppel         | LottoNL-Jumbo            | 80 pts                   |                          |
| 10.º                     | Giacomo Nizzolo          | Trek-Segafredo           | 76 pts                   |                          |

### Clasificación de la montaña
| Clasificación de la montaña | Clasificación de la montaña | Clasificación de la montaña | Clasificación de la montaña | Clasificación de la montaña |
| Ciclista                    | Ciclista                    | Equipo                      | Puntos                      |                             |
| --------------------------- | --------------------------- | --------------------------- | --------------------------- | --------------------------- |
| 1.º                         | Thomas de Gendt             | Lotto-Soudal                | 95 pts                      |                             |
| 2.º                         | Bauke Mollema               | Trek-Segafredo              | 83 pts                      |                             |
| 3.º                         | Luis Ángel Maté             | Cofidis, Solutions Crédits  | 64 pts                      |                             |
| 4.º                         | Benjamin King               | Dimension Data              | 56 pts                      |                             |
| 5.º                         | Miguel Ángel López          | Astana                      | 45 pts                      |                             |
| 6.º                         | Simon Yates                 | Mitchelton-Scott            | 38 pts                      |                             |
| 7.º                         | Thibaut Pinot               | Groupama-FDJ                | 36 pts                      |                             |
| 8.º                         | Pierre Rolland              | EF Education First-Drapac   | 31 pts                      |                             |
| 9.º                         | Michael Woods               | EF Education First-Drapac   | 21 pts                      |                             |
| 10.º                        | Michał Kwiatkowski          | Team Sky                    | 20 pts                      |                             |

### Clasificación de la combinada
| Clasificación de la combinada | Clasificación de la combinada | Clasificación de la combinada | Clasificación de la combinada | Clasificación de la combinada |
| Ciclista                      | Ciclista                      | Equipo                        | Puntos                        |                               |
| ----------------------------- | ----------------------------- | ----------------------------- | ----------------------------- | ----------------------------- |
| 1.º                           | Simon Yates                   | Mitchelton-Scott              | 11 pts                        |                               |
| 2.º                           | Miguel Ángel López            | Astana                        | 13 pts                        |                               |
| 3.º                           | Alejandro Valverde            | Movistar Team                 | 18 pts                        |                               |
| 4.º                           | Thibaut Pinot                 | Groupama-FDJ                  | 19 pts                        |                               |
| 5.º                           | Enric Mas                     | Quick-Step Floors             | 24 pts                        |                               |
| 6.º                           | Steven Kruijswijk             | LottoNL-Jumbo                 | 29 pts                        |                               |
| 7.º                           | Benjamin King                 | Dimension Data                | 41 pts                        |                               |
| 8.º                           | Rigoberto Urán                | EF Education First-Drapac     | 45 pts                        |                               |
| 9.º                           | Nairo Quintana                | Movistar Team                 | 47 pts                        |                               |
| 10.º                          | Rafał Majka                   | Bora-Hansgrohe                | 47 pts                        |                               |

### Clasificación por equipos
| Clasificación por equipos | Clasificación por equipos                | Clasificación por equipos | Clasificación por equipos |
| Equipo                    | Equipo                                   | Tiempo                    |                           |
| ------------------------- | ---------------------------------------- | ------------------------- | ------------------------- |
| 1.º                       | Movistar Team                            | 246 h 50 min 04 s         |                           |
| 2.º                       | Bahrain-Merida                           | + 45 min 36 s             |                           |
| 3.º                       | Bora-Hansgrohe                           | + 47 min 57 s             |                           |
| 4.º                       | AG2R La Mondiale                         | + 48 min 10 s             |                           |
| 5.º                       | EF Education First-Drapac p/b Cannondale | + 58 min 49 s             |                           |
| 6.º                       | Mitchelton-Scott                         | + 1 h 27 min 43 s         |                           |
| 7.º                       | Dimension Data                           | + 1 h 31 min 01 s         |                           |
| 8.º                       | Astana                                   | + 1 h 37 min 13 s         |                           |
| 9.º                       | Sky                                      | + 1 h 47 min 43 s         |                           |
| 10.º                      | Euskadi Basque Country-Murias            | + 1 h 47 min 50 s         |                           |

## Evolución de las clasificaciones
| Etapa                   |                         | Ganador _                    | Clasificación general | Puntos             | Montaña         | Jóvenes            | Combatividad         | Combinada          | Equipo          |
| ----------------------- | ----------------------- | ---------------------------- | --------------------- | ------------------ | --------------- | ------------------ | -------------------- | ------------------ | --------------- |
| 1.ª etapa               | contrarreloj individual | Rohan Dennis                 | Rohan Dennis          | Rohan Dennis       | no otorgado     | Benjamin Thomas    | no otorgado          | no otorgado        | BMC Racing Team |
| 2.ª etapa               | etapa llana             | Alejandro Valverde           | Michał Kwiatkowski    | Michał Kwiatkowski | Luis Ángel Maté | Laurens De Plus    | Luis Ángel Maté      | Michał Kwiatkowski | Sky             |
| 3.ª etapa               | etapa de media montaña  | Elia Viviani                 | Michał Kwiatkowski    | Michał Kwiatkowski | Luis Ángel Maté | Laurens De Plus    | Jordi Simón          | Michał Kwiatkowski | Sky             |
| 4.ª etapa               | etapa de media montaña  | Benjamin King                | Michał Kwiatkowski    | Michał Kwiatkowski | Luis Ángel Maté | Enric Mas          | Luis Ángel Maté      | Michał Kwiatkowski | Astana          |
| 5.ª etapa               | etapa de media montaña  | Simon Clarke                 | Rudy Molard           | Michał Kwiatkowski | Luis Ángel Maté | Enric Mas          | Bauke Mollema        | Alejandro Valverde | Astana          |
| 6.ª etapa               | etapa llana             | Nacer Bouhanni               | Rudy Molard           | Michał Kwiatkowski | Luis Ángel Maté | Enric Mas          | Jorge Cubero         | Michał Kwiatkowski | Astana          |
| 7.ª etapa               | etapa llana             | Tony Gallopin                | Rudy Molard           | Alejandro Valverde | Luis Ángel Maté | Enric Mas          | Alex Aranburu        | Alejandro Valverde | Astana          |
| 8.ª etapa               | etapa llana             | Alejandro Valverde           | Rudy Molard           | Alejandro Valverde | Luis Ángel Maté | Enric Mas          | Jorge Cubero         | Alejandro Valverde | Astana          |
| 9.ª etapa               | etapa de montaña        | Benjamin King                | Simon Yates           | Alejandro Valverde | Luis Ángel Maté | Miguel Ángel López | Lluís Mas            | Alejandro Valverde | Lotto NL-Jumbo  |
| 10.ª etapa              | etapa llana             | Elia Viviani                 | Simon Yates           | Peter Sagan        | Luis Ángel Maté | Miguel Ángel López | Jesús Ezquerra       | Alejandro Valverde | Lotto NL-Jumbo  |
| 11.ª etapa              | etapa de media montaña  | Alessandro De Marchi         | Simon Yates           | Alejandro Valverde | Luis Ángel Maté | Miguel Ángel López | Bauke Mollema        | Alejandro Valverde | Lotto NL-Jumbo  |
| 12.ª etapa              | etapa de media montaña  | Alexandre Geniez             | Jesús Herrada         | Alejandro Valverde | Luis Ángel Maté | Miguel Ángel López | Thomas de Gendt      | Alejandro Valverde | Bahrain-Merida  |
| 13.ª etapa              | etapa de montaña        | Óscar Rodríguez Garaicoechea | Jesús Herrada         | Alejandro Valverde | Luis Ángel Maté | Miguel Ángel López | Gorka Izagirre       | Alejandro Valverde | Bahrain-Merida  |
| 14.ª etapa              | etapa de montaña        | Simon Yates                  | Simon Yates           | Alejandro Valverde | Luis Ángel Maté | Miguel Ángel López | Michał Kwiatkowski   | Alejandro Valverde | Bahrain-Merida  |
| 15.ª etapa              | etapa de montaña        | Thibaut Pinot                | Simon Yates           | Alejandro Valverde | Luis Ángel Maté | Miguel Ángel López | Bauke Mollema        | Alejandro Valverde | Bahrain-Merida  |
| 16.ª etapa              | contrarreloj individual | Rohan Dennis                 | Simon Yates           | Alejandro Valverde | Luis Ángel Maté | Enric Mas          | no otorgado          | Alejandro Valverde | Movistar Team   |
| 17.ª etapa              | etapa de media montaña  | Michael Woods                | Simon Yates           | Alejandro Valverde | Thomas de Gendt | Enric Mas          | Omar Fraile          | Alejandro Valverde | Movistar Team   |
| 18.ª etapa              | etapa llana             | Jelle Wallays                | Simon Yates           | Alejandro Valverde | Thomas de Gendt | Enric Mas          | Jetse Bol            | Alejandro Valverde | Movistar Team   |
| 19.ª etapa              | etapa llana             | Thibaut Pinot                | Simon Yates           | Alejandro Valverde | Thomas de Gendt | Enric Mas          | Jonathan Castroviejo | Simon Yates        | Movistar Team   |
| 20.ª etapa              | etapa de montaña        | Enric Mas                    | Simon Yates           | Alejandro Valverde | Thomas de Gendt | Enric Mas          | Jesús Herrada        | Simon Yates        | Movistar Team   |
| 21.ª etapa              | etapa llana             | Elia Viviani                 | Simon Yates           | Alejandro Valverde | Thomas de Gendt | Enric Mas          | no otorgado          | Simon Yates        | Movistar Team   |
| Clasificaciones finales | Clasificaciones finales |                              | Simon Yates           | Alejandro Valverde | Thomas de Gendt | Enric Mas          | Bauke Mollema        | Simon Yates        | Movistar Team   |

## Ciclistas participantes y posiciones finales
Convenciones:
- AB-N: Abandono en la etapa "N"
- FLT-N: Retiro por llegada fuera del límite de tiempo en la etapa "N"
- NTS-N: No tomó la salida para la etapa "N"
- DES-N: Descalificado o expulsado en la etapa "N"

## UCI World Ranking
La Vuelta a España otorga puntos para el UCI WorldTour 2018 y el UCI World Ranking, este último para corredores de los equipos en las categorías UCI WorldTeam, Profesional Continental y Equipos Continentales. Las siguientes tablas muestran el baremo de puntuación y los 10 corredores que obtuvieron más puntos:
| Posición              | 1.º | 2.º | 3.º | 4.º | 5.º | 6.º | 7.º | 8.º | 9.º | 10.º | 11.º | 12.º | 13.º | 14.º | 15.º | 16.º | 17.º | 18.º | 19.º | 20.º | 21.º-25.º | 26.º-30.º | 31.º-40.º | 41.º-50.º | 51.º-55.º | 56.º-60.º |
| Clasificación general | 850 | 680 | 575 | 460 | 380 | 320 | 260 | 220 | 180 | 140  | 120  | 100  | 84   | 68   | 60   | 56   | 52   | 48   | 44   | 40   | 32        | 24        | 20        | 16        | 12        | 8         |
| Por etapa             | 100 | 40  | 20  | 12  | 4   |     |     |     |     |      |      |      |      |      |      |      |      |      |      |      |           |           |           |           |           |           |
| Líder                 | 20  |     |     |     |     |     |     |     |     |      |      |      |      |      |      |      |      |      |      |      |           |           |           |           |           |           |

| Clasificación |                    |                           |         |       |       |       |
| Posición      | Ciclista           | Equipo                    | General | Etapa | Líder | Total |
| ------------- | ------------------ | ------------------------- | ------- | ----- | ----- | ----- |
| 1.º           | Simon Yates        | Mitchelton-Scott          | 850     | 180   | 200   | 1230  |
| 2.º           | Enric Mas          | Quick-Step Floors         | 680     | 100   | -     | 780   |
| 3.º           | Miguel Ángel López | Astana                    | 575     | 136   | -     | 711   |
| 4.º           | Alejandro Valverde | Movistar                  | 380     | 252   | -     | 632   |
| 5.º           | Thibaut Pinot      | Groupama-FDJ              | 320     | 224   | -     | 544   |
| 6.º           | Steven Kruijswijk  | LottoNL-Jumbo             | 460     | 36    | -     | 496   |
| 7.º           | Elia Viviani       | Quick-Step Floors         | -       | 332   | -     | 332   |
| 8.º           | Rigoberto Urán     | EF Education First-Drapac | 260     | 16    | -     | 276   |
| 9.º           | Benjamin King      | Dimension Data            | 32      | 200   | -     | 232   |
| 10.º          | Nairo Quintana     | Movistar                  | 220     | 8     | -     | 228   |